# Trung tâm y tế Samsung
Trung tâm y tế Samsung (Samsung Medical Center- SMC) là một bệnh viện đại học nằm ở Irwon của Gangnam, Seoul, Hàn Quốc. SMC bao gồm Bệnh viện Samsung Seoul, Bệnh viện Kangbook Samsung, bệnh viện Samsung Changwon và Trung tâm nghiên cứu khoa học đời sống Samsung. SMC được thành lập vào ngày 9 tháng 11 năm 1994 theo triết lý góp phần cải thiện sức khỏe của quốc gia thông qua dịch vụ y tế tốt nhất, nghiên cứu y học tiên tiến và phát triển nhân viên y tế xuất sắc. Kể từ khi thành lập, Trung tâm Y tế Samsung đã kết hợp và phát triển thành công một mô hình tiên tiến với phương châm trở thành một "bệnh viện lấy bệnh nhân làm trung tâm".
Trung tâm này, được truyền thông gọi là "số 1 trong cả nước", đã bị chỉ trích vì xử lý kém dịch MERS.

## Cơ sở vật chất
Trung tâm y tế Samsung bao gồm một bệnh viện và một trung tâm ung thư. Bệnh viện nằm trong một tòa nhà thông minh với diện tích sàn hơn 200.000 mét vuông và 20 tầng trên mặt đất và 5 tầng dưới lòng đất, có 40 khoa, 10 trung tâm chuyên khoa, 120 phòng khám đặc biệt và 1.306 giường. Mặt khác, Trung tâm Ung thư 655 giường có 11 tầng trên mặt đất và 8 tầng dưới lòng đất, với diện tích sàn hơn 100.000 mét vuông. SMC là một bệnh viện đại học có khoảng 7.400 nhân viên bao gồm hơn 1.200 bác sĩ và 2.300 y tá. Kể từ khi SMC được khai trương vào năm 1994, SMC đã trở thành tổ chức y tế đại diện của Hàn Quốc. Nó đã cung cấp phương pháp điều trị y tế cho 16 triệu bệnh nhân ngoại trú và SMC đang điều trị cho trung bình 8.000 bệnh nhân mỗi ngày. SMC đang dẫn đầu để phát triển hơn nữa trong lĩnh vực y tế tại Hàn Quốc và đang lên kế hoạch xây dựng Trung tâm y tế quốc tế Samsung vào năm 2015.   Vào tháng 3 năm 2010, SMC đã công bố dự án trở thành một bệnh viện hàng đầu thế giới trên thị trường y tế.